# Meitze

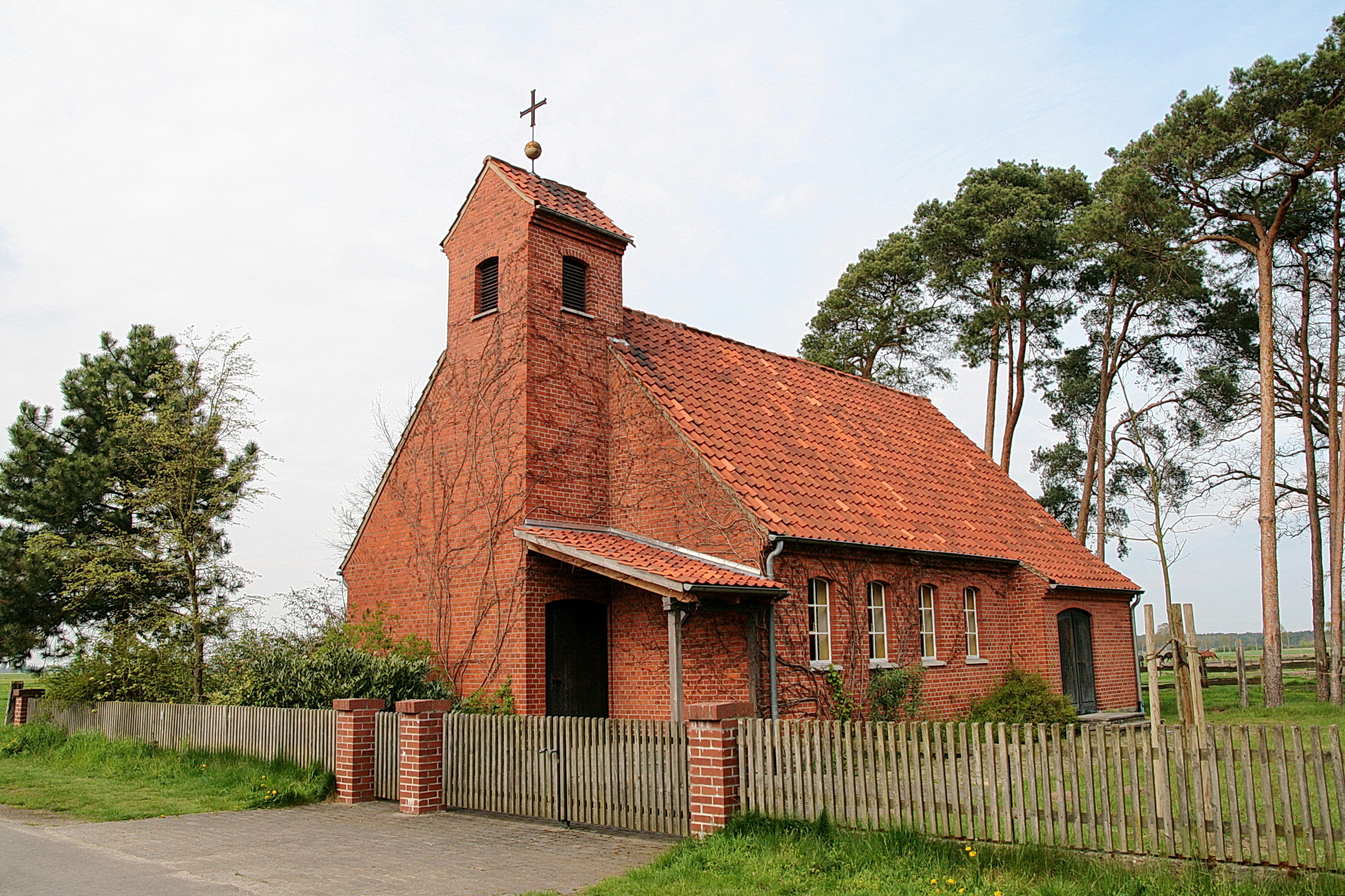
Die Kapelle in Meitze

Meitze ist ein Ortsteil der Gemeinde Wedemark in Niedersachsen mit etwa elf Quadratkilometer Fläche. Die Landschaft wird hauptsächlich acker- und forstwirtschaftlich genutzt.

## Geschichte
Im Zuge der Kiesgewinnung  wurden in Meitze aus den dortigen Kiesgruben bis zu deren Schließung im Jahre 2003 eine große Anzahl von Skelettresten der verschiedenen eiszeitlichen Tiere wie Mammut, Wollhaarnashorn, Pferd, Ren, Riesenhirsch und Bär geborgen und durch weitere Funde von Steinwerkzeugen (Artefakte) die Anwesenheit des frühen Menschen (Neandertalers) nachgewiesen.
Meitze entstand am Kreuzungspunkt zweier Handelswege, dem Hessenweg und dem Bremerweg. An der Kreuzung, die sich symbolisch im Wappen wiederfindet, bildete sich Meitze als ein bekannter Marktort.
- Der Ort wurde erstmals 1330 als „Metce“ urkundlich genannt.
- 1438 wurde Meitze als „Metzenne“ in einem Schatzregister genannt.
- Um 1791 hatte sich der Name „Meitze“ durchgesetzt.
- Im 18. Jahrhundert kreuzten sich in Meitze zwei wichtige Handelsstraßen.
- 1921 wurde der Schützenverein gegründet.
- 1930 folgte die Freiwillige Feuerwehr.
- 1959 wurde die neue Kapelle geweiht.

Am 1. März 1974 wurde Meitze in die neue Gemeinde Wedemark eingegliedert.

## Politik

### Ortsrat
Der Ortsrat verantwortet die beiden Ortsteile Elze und Meitze gemeinsam und besteht aus vier Ratsfrauen und fünf Ratsherren.
- SPD: 4 Sitze
- CDU: 3 Sitze
- Grüne: 1 Sitz
- WGW: 1 Sitz

(Stand: Kommunalwahl 11. September 2016)

### Ortsbürgermeister
Der Ortsbürgermeister ist Jürgen Benk (SPD), vertreten wird er durch Till Reichenbach (CDU).

### Wappen
Der Entwurf des Kommunalwappens von Meitze stammt von dem Heraldiker und Wappenmaler Gustav Völker, der zahlreiche Wappen in der Region Hannover erschaffen hat. Die Genehmigung des Wappens wurde durch den Regierungspräsidenten in Lüneburg am 14. Dezember 1966 erteilt.
| Wappen von Meitze | Blasonierung: „In Grün zwei schräggekreuzte, silberne Wolfsangeln, in deren oberem Winkel eine goldene Biene, im unteren ein gestieltes, goldenes Eichenblatt mit zwei Eicheln schweben.“ |
| Wappen von Meitze | Wappenbegründung: Die gekreuzten Wolfsangeln unterstreichen die Zugehörigkeit zum Landkreis Burgdorf und symbolisieren durch ihre Kreuzung die in Meitze befindliche Kreuzung zweier alter Handelsstraßen; die eine, der Hessenweg, führte von Hamburg nach Süddeutschland, die Andere verband Bremen mit dem mitteldeutschen Raum. In frühen Jahren ist in Meitze viel Bienenzucht betrieben worden, so dass aus diesem Grunde die Biene in das Wappen aufgenommen wurde. Das Eichenblatt mit den Eicheln soll daran erinnern, dass der Bestand an alten Eichen in Meitze wesentlich größer ist als in anderen Orten dieses Gebietes. |

## Kultur und Sehenswürdigkeiten

Der Meitzer Storch auf dem Nest über der ehemaligen Bäckerei

Das Ortsbild ist vor allem durch die kopfsteingepflasterte Dorfstraße und viele alte Fachwerkhäuser im Ortskern geprägt. Weiterhin finden sich viele sehr alte und entsprechend große Bäume (größtenteils Eichen) im Ort und der Umgebung.
Auf dem Schornstein eines Gebäudes nisten regelmäßig Weißstörche.
Im Norden in Richtung Elze befindet sich ein Windpark mit insgesamt zwölf Windkraftanlagen.

## Wirtschaft und Infrastruktur

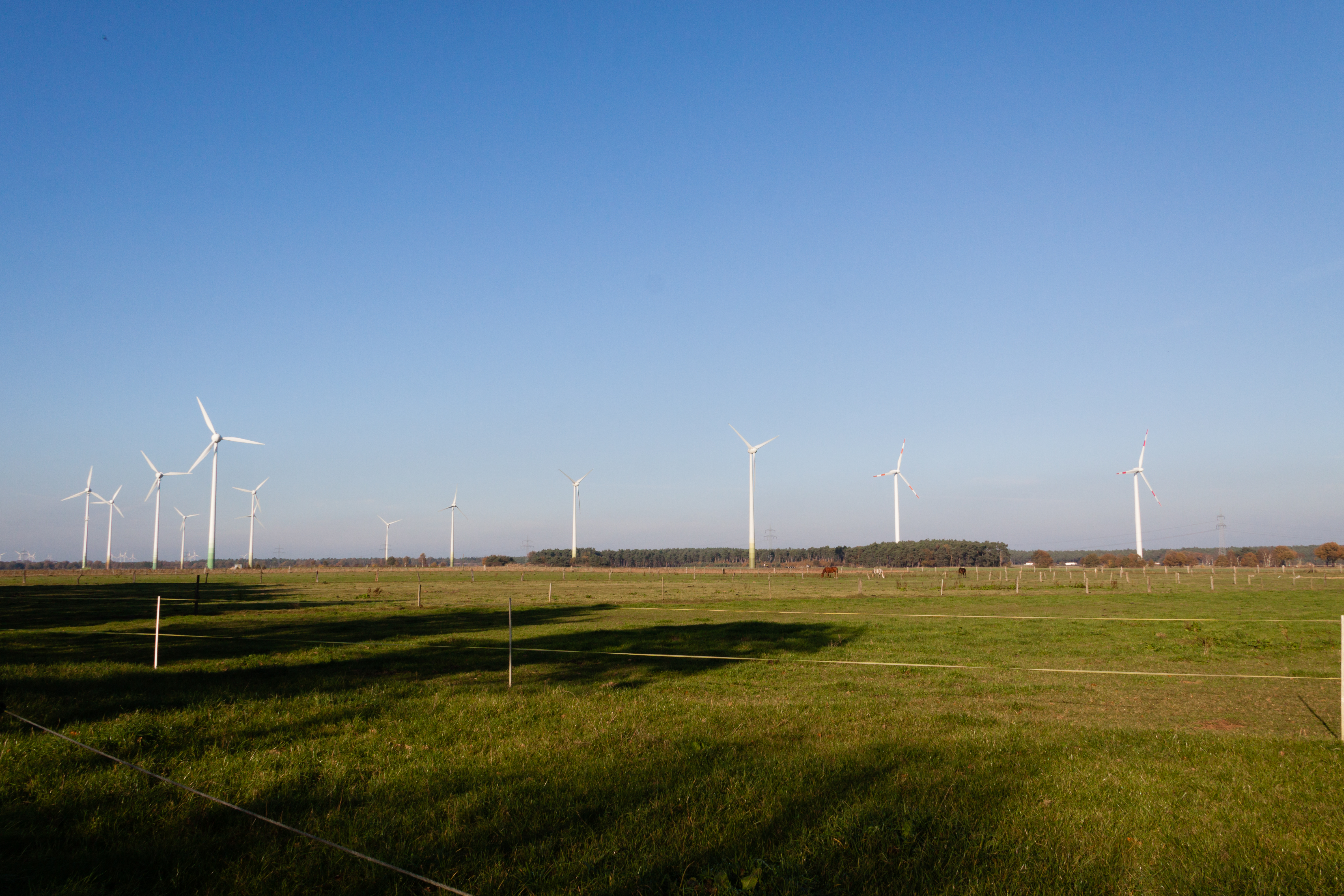
Windpark bei Meitze und Elze

An der südöstlichen Grenze von Meitze befindet sich ein Betonsteinwerk sowie ein Fahrzeugteile-Service. Beide Unternehmen profitieren von der nahen Autobahn.
Etwa einen Kilometer von Meitze entfernt verläuft die Bundesautobahn 7, die nächste Anschlussstelle ist die rund einen Kilometer entfernte Anschlussstelle 52 (Mellendorf). Meitze ist durch eine Buslinie mit Mellendorf und Elze/Bennemühlen verbunden.
Bis 1967 hatte Meitze eine eigene Grund- und Hauptschule, diese wurde allerdings aus Schülermangel geschlossen.